# Storena variegata
Storena variegata là một loài nhện trong họ Zodariidae.
Loài này thuộc chi Storena. Storena variegata được Octavius Pickard-Cambridge miêu tả năm 1869.